# جان باردین
جان باردین (به انگلیسی: John Bardeen) (زاده ۲۳ مه ۱۹۰۸ – درگذشته ۳۰ ژانویه ۱۹۹۱) مهندس برق و فیزیک‌دان آمریکایی بود که برندهٔ دو جایزه نوبل فیزیک و مدال افتخار انجمن مهندسان برق و الکترونیک IEEE شد. او از مخترعان ترانزیستور و تنها فیزیک‌دانی است که تاکنون دو بار جایزه نوبل فیزیک گرفته‌است. در سال ۱۹۹۰، نام او در میان ۱۰۰ آمریکایی تأثیرگذار قرن در مجله لایف آمد.

## زندگی
باردین در شهر مَدیسن در ایالت ویسکانسین آمریکا زاده شد. پدر او، چارلز باردین، نخستین رئیس دانشکده پزشکی دانشگاه ویسکانسین بود. باردین تحصیلات مقدماتی‌اش را در شهر زادگاهش، مدیسن، در ویسکانسین گذراند. او در ۱۵ سالگی از دبیرستان دانش‌آموخته شد و در همان سن تحصیلات دانشگاهی خود را در دانشگاه ویسکانسین آغاز کرد. او برخلاف پدرش که یک فرهنگی دانشگاهی بود، برای ادامه تحصیل رشته مهندسی را انتخاب کرد چون به ریاضیات علاقه فراوان داشت و به نظرش مهندسی، آیندهٔ خوبی هم داشت. وی تحصیلات دانشگاهی خود را در رشته مهندسی برق در کارشناسی و کارشناسی ارشد از دانشگاه ویسکانسین-مدیسن به ترتیب در سال‌های ۱۹۲۸ و ۱۹۲۹ میلادی به پایان رساند و در سال ۱۹۳۶ میلادی از دانشگاه پرینستون در رشته ریاضی فیزیک دکترا گرفت. او دو سال بعد به دانشگاه مینه‌سوتا پیوست و از سال ۱۹۳۸ تا ۱۹۴۱ استادیار فیزیک در آنجا بود. در سال ۱۹۴۱، در دوران جنگ جهانی دوم، او تدریس در مینه‌سوتا را رها کرد و فیزیک‌دان آزمایشگاه نیروی دریایی شد. باردین در سال ۱۹۴۵ به آزمایشگاه‌های بل پیوست. در آن‌جا بود که با همکاری ویلیام شاکلی و والتر براتِین، ترانزیستور را اختراع کرد و سال ۱۹۵۶به همراه این دو، جایزه نوبل فیزیک گرفت. باردین از سال ۱۹۵۱ استاد فیزیک در دانشگاه ایلینوی شد. در سال ۱۹۷۱، انجمن مهندسان برق و الکترونیک به پاس خدمات ارزنده جان باردین در درک رسانش الکتریکی جامدات، اختراع ترانزیستور و همچنین ارائه نظریه میکروسکوپی ابررسانایی، به او مدال افتخار داد. همچنین در سال ۱۹۷۲، باردین به همراه لئون نیل کوپر و جان رابرت شریفر، برای دومین بار، برای پیشنهاد نظریه بی‌سی‌اس در ابررسانایی، جایزه نوبل فیزیک گرفت. او تنها فیزیک‌دانی است که دو بار جایزه نوبل فیزیک گرفته‌است. وی در سال ۱۹۹۱ در ۸۲ سالگی درگذشت.

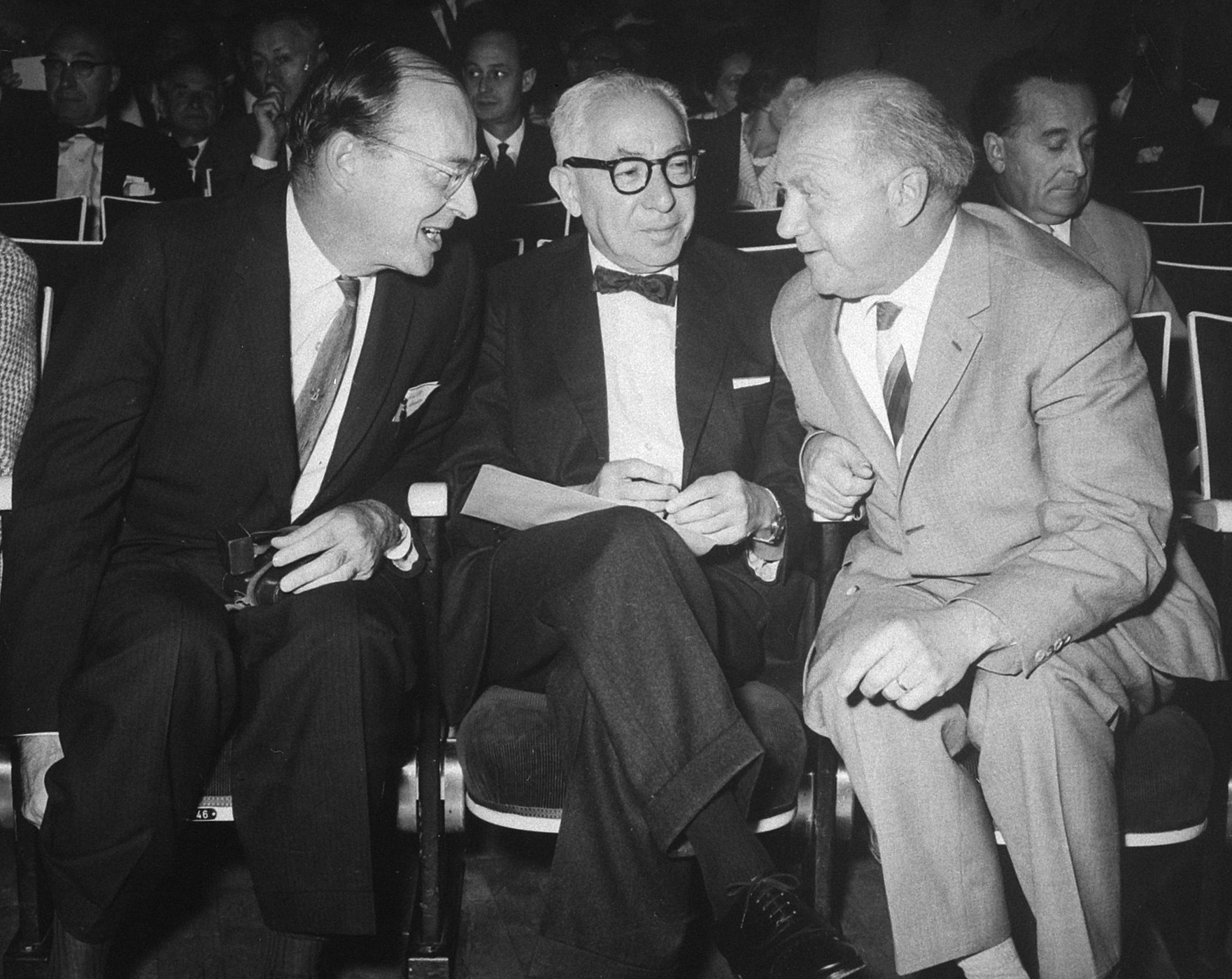
نفر اول از چپ ۱۹۶۲

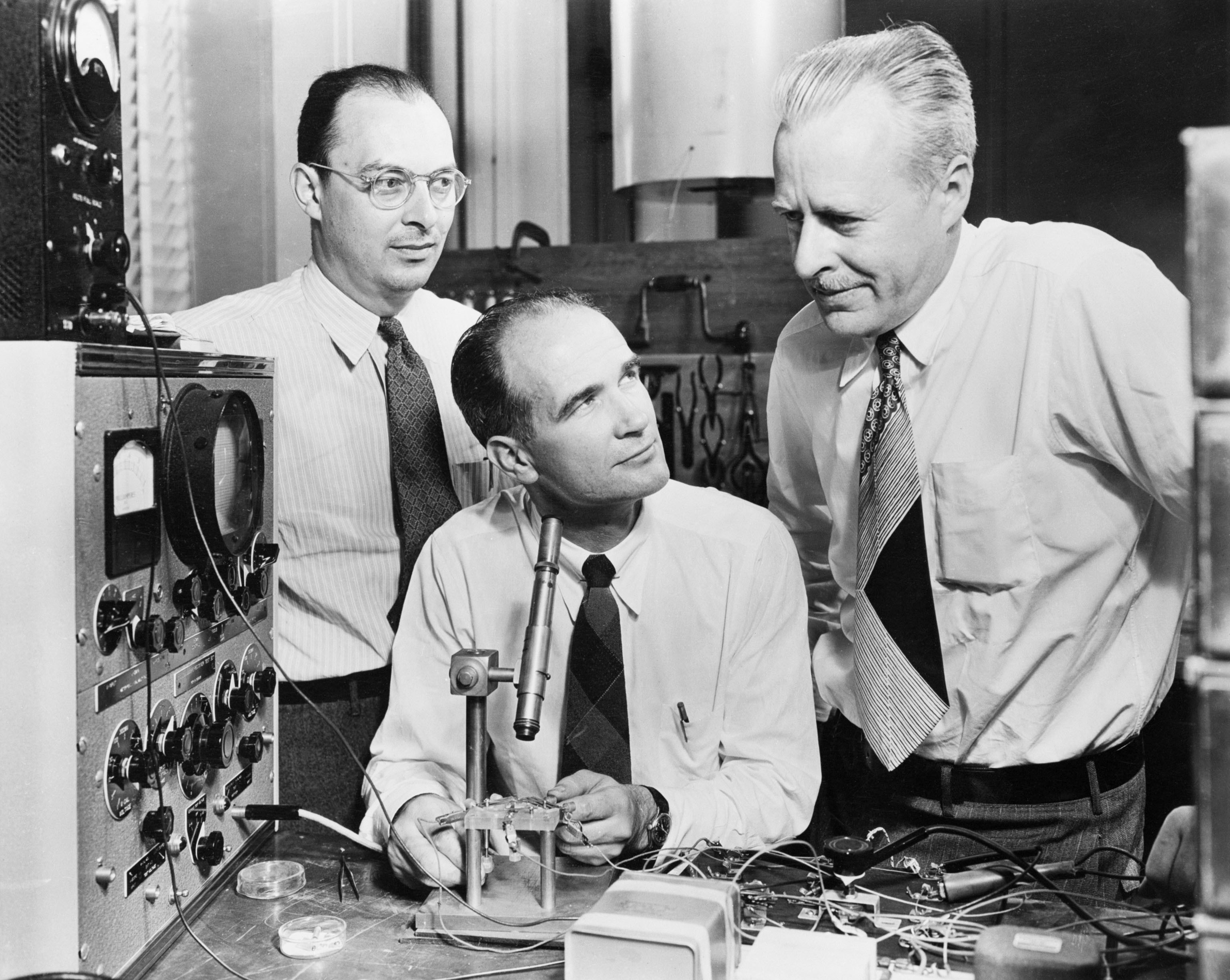
از چپ به راست: جان باردین، ویلیام شاکلی و والتر بِراتِین در آزمایشگاه‌های بل، ۱۹۴۸ میلادی. این عکس یکی از عکس‌های تبلیغاتی است کهآزمایشگاه‌های بل در زمان اعلام عمومی اختراع ترانزیستور، منتشر کرده‌است. اگرچه ماجرای اختراع ترانزیستور توسط این سه، بحث‌برانگیز بود و آن‌ها بر سر اسناد ثبت اختراع اختلاف داشتند، آزمایشگاه بل در عکس‌های تبلیغاتی هر سه را در اختراع ترانزیستور سهیم می‌دانست.

### دانشگاه ایلینوی اِربانا-شَمپِین
باردین در ۱۹۵۱ با ترک آزمایشگاه‌های بل به دانشکده‌های مهندسی برق و فیزیک در دانشگاه ایلینوی اربانا-شمپین پیوست. در ایلینوی، وی دو برنامه تحقیقاتی مهم اجرا کرد، یکی در دانشکده مهندسی برق و دیگری در دانشکده فیزیک. برنامه تحقیقاتی در دانشکده مهندسی برق، به جنبهٔ تجربی و نظری نیمه‌رساناها و برنامه تحقیقاتی در گروه فیزیک، به جنبه نظری سیستم‌های کوانتومی ماکروسکوپی، به ویژه ابررسانایی و مایعات کوانتومی می‌پرداخت. وی از سال ۱۹۵۲ تا ۱۹۷۵ یک استاد فعال در ایلینوی بود و سپس در ۱۹۷۵ بازنشسته شد. پس از بازنشستگی، باردین تحقیقات خود را در طول دهه ۱۹۸۰ ادامه داد و مقالاتی را در مجلات علمی فیزیکال ریویو لترز و فیزیک امروز تا کمتر از یک سال قبل از درگذشتش منتشر کرد.
اولین دانشجوی دکترای او در دانشگاه ایلینوی، نیک هولونیاک (۱۹۵۴)، اولین ال ای دی (دیود نورافشان) را در ۱۹۶۲ اختراع کرد و همچنین دو جایزه ارزنده مدال افتخار و مدال ادیسون از انجمن مهندسان برق و الکترونیک گرفت.
دانشگاه ایلینوی به افتخار جان باردین، محوطه چهارگوشهٔ مهندسی مشهور خود را چهارگوش باردین نام‌گذاری کرده‌است.

## نظریه ابررسانایی
باردین یکی از پدیدآورندگان نظریه BCS در توجیه پدیده ابررسانایی در مقیاس میکروسکوپی است که برای آن جایزه نوبل فیزیک سال ۱۹۷۲ را به همراه جان رابرت شریفر و لئون کوپر دریافت کرد.

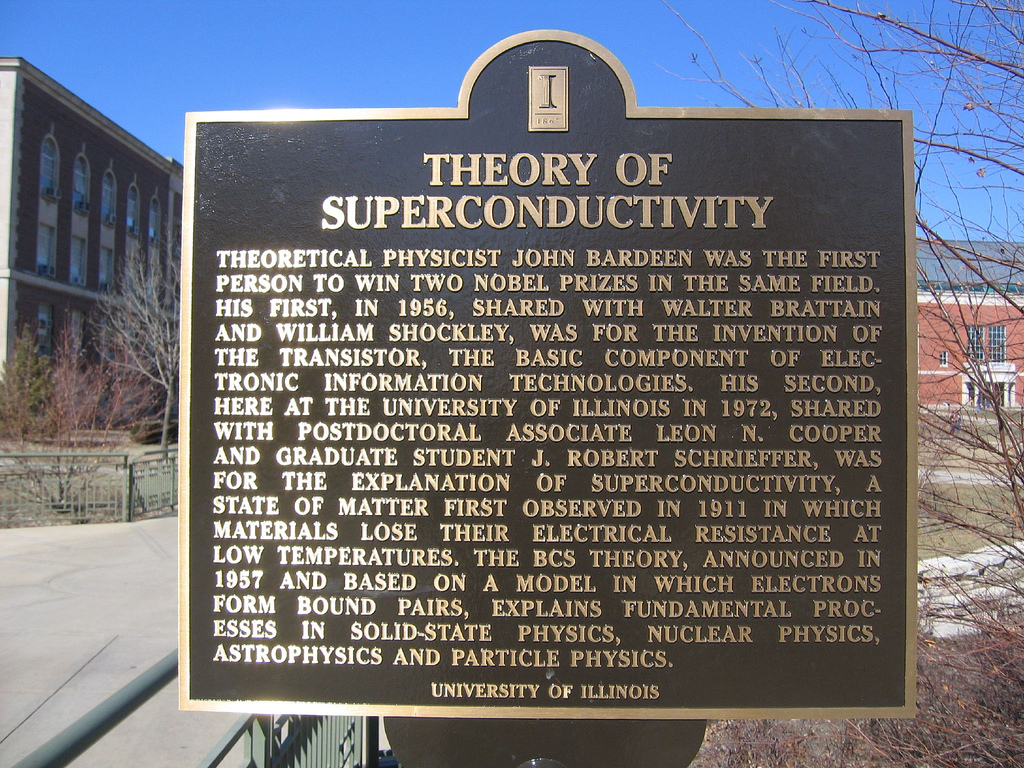
لوح یادبود جان بردین و نظریه ابررسانایی در دانشگاه ایلینوی در اربانا شمپین